# 陈开枝
陈开枝（1940年5月—），男，汉族，广东云浮人，中华人民共和国政治人物。

## 生平
陈开枝1940年5月出生在广东云浮县镇安镇山根村，初中毕业时考入罗定师范（中等师范学校），中师三年级时加入中国共产党，1960年因“从中等师范学校挑选品学兼优学生补送上大学”的政策，获罗定师范校长资助进入华南师范大学学习。
1964年大学毕业后，陈开枝被分配到中共广东省委政策研究室，1966年进入广东省委农村“文革”办公室；1969年，广东省革命委员会办事组第一秘书处调研组副组长；1975年，广东省委办公厅第一秘书处副处长、第二秘书处副处长、处长。1983年，东莞县委副书记兼县经委党组书记。1985年，广东省委副秘书长。
1992年，广州市委常委、常务副市长；1993年，广州市委常委、常务副市长、市政府党组副书记；1998年，广州市政协主席、党组书记。2003年，政协第十届广州市委员会主席。2005年，退出领导岗位，后曾任中国扶贫基金会副会长，广东省对外文化交流中心理事长。
现任广东省希贤教育基金会名誉理事长、百色市教育基金会名誉会长。

### 扶贫生涯

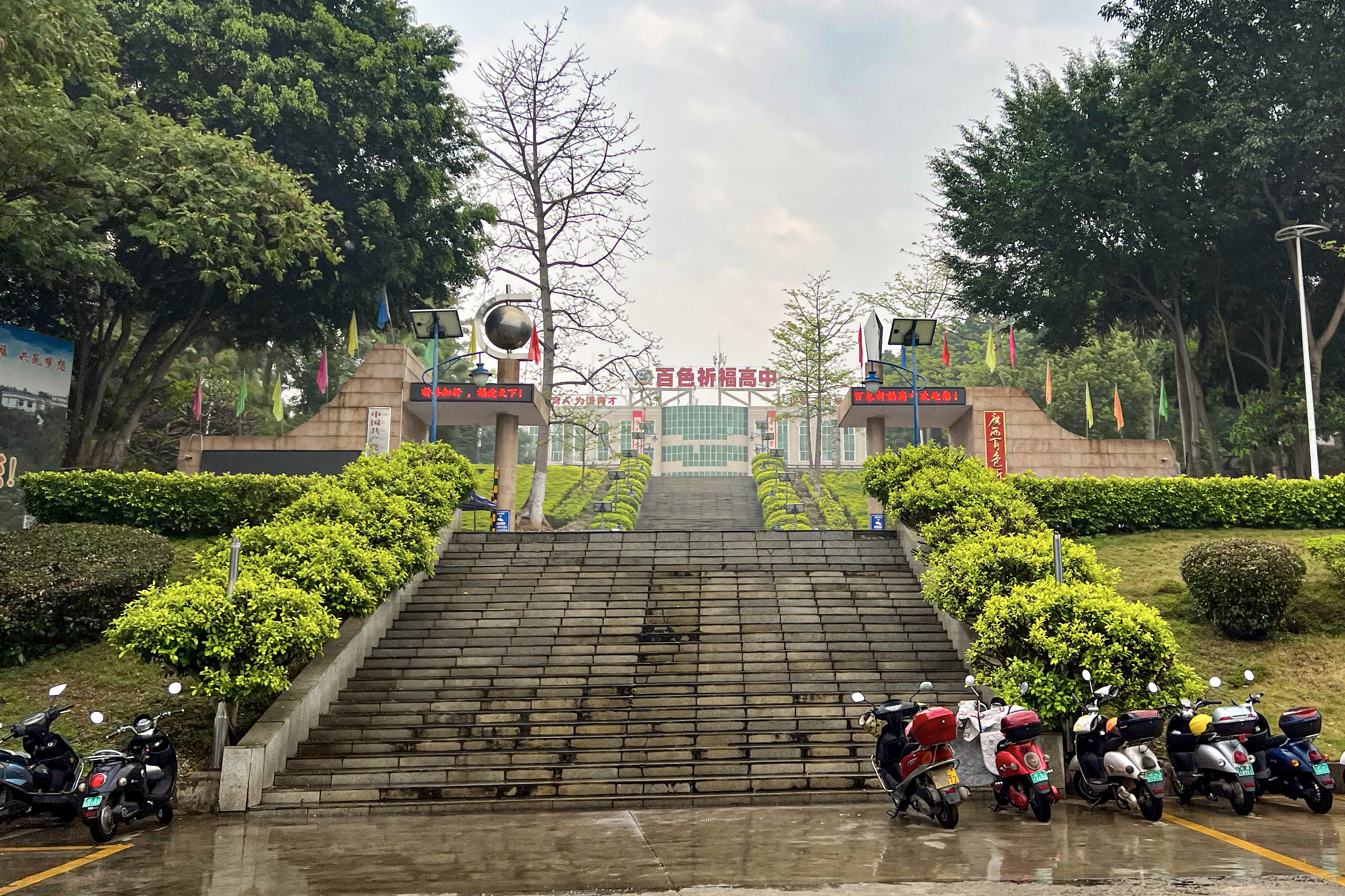
在陈开枝牵线搭桥下建成的百色祈福高中

1996年7月，中共中央、国务院决定开展东西部扶贫协作，安排广东省和广州市共同对口帮扶百色地区，时任广州市市委常委、常务副市长的陈开枝同年11月被任命为广州对口帮扶百色领导小组组长。1996年11月28日，陈开枝第一次前往百色，截至2023年9月已对百色市考察125次。由于在广州市任职期间每次赴百色均需利用双休日和节假日，且在百色期间每天工作16小时以上，陈开枝曾被同行人员调侃：“跟着陈开枝，累死无人知。吃饭不准时，加班无贴士（加班费）”。
1998年7月，改任广州市政协主席的陈开枝曾表示，“我还会来百色，而且会来得更勤”，随后在陈开枝牵线下，香港企业家彭磷基捐赠近3000万元援建百色祈福高级中学，2000年9月建成并招收首批新生。退休后的陈开枝于2013年发起了百色市教育基金会。
“七一勋章”获得者、“时代楷模”黄文秀曾在陈开枝帮扶下于2007年至2008年在百色祈福高中就读，2017年12月在挂职那满镇党委副书记期间曾向第101次到百色的陈开枝请教扶贫工作经验，陈开枝以自己总结的“认识要高，感情要深，路子要对，措施要硬、作风要实”五点回应。2019年黄文秀殉职后，百色市委、市政府2020年5月决定设立“文秀班”，截至2022年，陈开枝已引资创办150个文秀助学班。

## 荣誉
- 1998年10月16日，当选为第五届“扶贫状元”之一。[7]

## 相关
- 1992年，安排和全程陪同邓小平春节期间11天南巡之旅。[8]
- 据杨锦麟后来说，南都案发生之后，陈开枝等挺身而出，仗义执言。[9]

## 作品
- 2004年，《1992·邓小平南方之行》，中国文史出版社，ISBN 7503415703
- 2008年8月1日，《起点·邓小平南方之行》， 中国文史出版社，ISBN 9787503415708

## 外部連結
- 凤凰网:陈开枝忆邓小平春节期间南巡之旅珍贵细节 （页面存档备份，存于）
- 好人陈开枝